# Manyara-tó Nemzeti Park
A Manyara-tó Nemzeti Park egy tanzániai park Tanzánia Arusha régiójában. A park területének legnagyobb része egy szűk sávban terül el nyugatról a Gregory Rift fal, keletről a Manyara-tó között. A park flamingó populációjáról híres.

## Külső hivatkozások
- Hivatalos weboldal
- World Conservation Monitoring Centre